# Neivamyrmex shuckardi
Neivamyrmex shuckardi är en myrart som först beskrevs av Carlo Emery 1900.  Neivamyrmex shuckardi ingår i släktet Neivamyrmex och familjen myror. Inga underarter finns listade i Catalogue of Life.